# Spheniopsis triquetra
Spheniopsis triquetra is een tweekleppigensoort uit de familie van de Spheniopsidae. De wetenschappelijke naam van de soort is voor het eerst geldig gepubliceerd in 1898 door Verrill & Bush.